# SEA-ME-WE 6
SEA-ME-WE 6 (sigle anglais signifiant South East Asia – Middle East – Western Europe 6) est un câble sous-marin de télécommunications en fibre optique en construction. De 21 700 km de long, il reliera la France, l'Italie, la Turquie, l’Égypte, l'Arabie Saoudite, Djibouti, le Yémen, le Qatar, les Émirats arabes unis, Oman, le Pakistan, le Sri Lanka, le Bangladesh, la Birmanie, l'Indonésie, la Malaisie, Singapour, l'Inde et la Thaïlande en 2025.
Il aura une capacité de transmission de 130 Tbit/s.
En France, son arrivée se situe sur la plage du Prado à Marseille.
| Location                             | Operator & Technical Partner               |
| ------------------------------------ | ------------------------------------------ |
| Marseille, France                    | Orange                                     |
| Port-Saïd, Égypte Ras Ghareb, Égypte | Telecom Egypt                              |
| Yanbu, Arabie Saoudite               | Mobily                                     |
| Djibouti, Dijbouti                   | Djibouti Télécom                           |
| Barka, Oman                          | Batelco                                    |
| Doha, Qatar                          | Batelco                                    |
| Manama, Bahrain                      | Batelco                                    |
| Abou Dabi, EAU                       | Emirates Telecommunications Corporation    |
| Karachi, Pakistan                    | Etisalat                                   |
| Mumbai, Inde                         | Bharti Airtel                              |
| Hulhumale, Maldives                  | Dhiraagu                                   |
| Matara, Sri Lanka                    | Sri Lanka Telecom                          |
| Chennai, Inde                        | Bharti Airtel                              |
| Cox's Bazar, Bangladesh              | Bangladesh Submarine Cable Company Limited |
| Morib, Malaisie                      | Telekom Malaysia                           |
| Tuas, Singapour                      | Singtel                                    |